# Scettro del Dragone

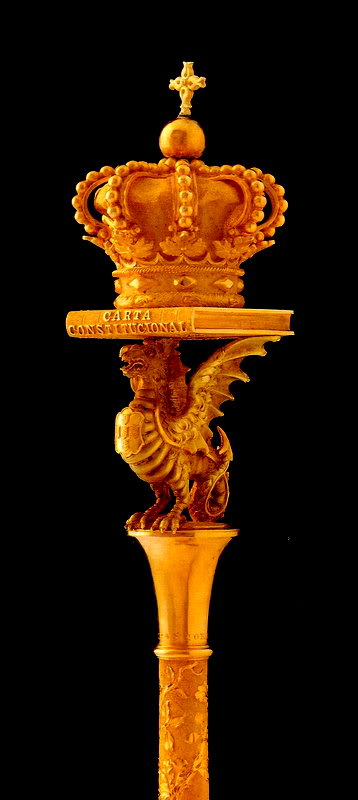
Lo Scettro del Dragone

Lo Scettro del Dragone, noto anche con il nome di Scettro della Corona e della Carta Costituzionale (Ceptro do Dragão; Ceptro da Coroa e da Carta Constitucional in portoghese), è uno scettro che fa parte dei gioielli della corona del Portogallo. Fu creato nel 1828, in occasione della proclamazione di Maria II come regina del Portogallo.

## Descrizione
Composto interamente d'oro, lo scettro esibisce alcuni simboli tradizionali della monarchia portoghese.
Sulla sommità riporta la corona reale lusitana, tipicamente contraddistinta da cinque archi, che in questa forma fu adottata dai sovrani del Portogallo sin dall'epoca di Pietro II (1667).
Posto al di sotto della corona vi è un libro, riportante la dicitura Carta Constitucional ("Carta Costituzionale"). Il riferimento è alla costituzione che dal 1826 aveva trasformato il Portogallo in una monarchia costituzionale; simbolicamente, rappresenta il potere del popolo a sostegno di quello del monarca.
Alla base del libro è posto l'elemento più caratteristico dello scettro, un drago, che dà il nome al gioiello. Esso è in realtà una viverna e simboleggia la casa di Braganza, regnante sul paese al tempo. Distintivo del casato dal XVII secolo (il riferimento è a San Giorgio, adottato come patrono della nazione fin dalla Battaglia di Aljubarrota del 1385), è presente in quanto tale anche in diversi altri monumenti e simboli portoghesi.

## Storia
Lo scettro fu commissionato nel 1828 e fu fabbricato a Londra. Usato per l'ultima volta per l'acclamazione di re Manuele II, è custodito nel Palazzo Nazionale di Ajuda, insieme con gli altri gioielli della corona, sebbene non sia esposto al pubblico